# Самойленко Валерій Григорович
Самойленко Валерій Григорович (нар. 15 січня 1955, Велика Благовіщенка, Херсонська область, УРСР) — український математик, доктор фізико-математичних наук (1992), професор (2001), член-кореспондент НАН України (2021).

## Біографія
Народився 15 січня 1955 року у селі Велика Благовіщенка Херсонської області.
1972 року закінчив Республіканську школу-інтернат фізико-математичного профілю при КДУ ім. Т. Г. Шевченка. Навчався на механіко-математичному факультеті КДУ, який 1977 року закінчив з відзнакою.
У 1977—1981 роках навчався на аспірантурі в Інституті математики АН УРСР. 
1982 року захистив дисертацію на здобуття ступеня кандидата фізико-математичних наук на тему: «Дослідження оберненої періодичної задачі для нелінійних диференціальних і диференціально-різницевих рівнянь та метод усереднення» (науковий керівник — Юрій Митропольський). 
1992 року захистив дисертацію на здобуття ступеня доктора фізико-математичних наук на тему: «Аналіз нелінійних динамічних систем та їх малих деформацій на функціональних многовидах».
Стажувався в Математичному інституті імені В. Стєклова АН СРСР у Москві (1991—1992), Технологічному інституті Нью-Джерсі (1992—1993).
Після закінчення університету працював в Інституті математики АН УРСР. 
З 1997 року викладає в КНУ імені Тараса Шевченка. Дійсний член Академії наук вищої школи України.

## Наукова діяльність
В.Г. Самойленко достойно продовжує і розвиває наукові традиції всесвітньо відомої Київської наукової школи Крилова–Боголюбова–Митропольського. Поле його наукової діяльності досить широке – теорія інтегровних систем, аналітичні і якісні методи теорії диференціальних рівнянь і теорії динамічних систем, асимптотичний аналіз, історія математики .  
Валерій Самойленко спеціалізується на диференціальних рівняннях та динамічних системах. 
Він, зокрема, запропонував дискретний аналог періодичного варіанту методу оберненої задачі теорії розсіювання і побудував точні розв’язки рівнянь ланцюжків Тоди, Ленгмюра і різницевого аналога рівняння Кортевега–де Фріза, спільно з професором А.К. Прикарпатським розробив ефективний операторно-функціональний підхід для дослідження повної інтегровності та побудови гамільтонової структури нелінійних динамічних систем, за допомогою якого вивчив гамільтоновість та повну інтегрованість широкого класу нелінійних рівнянь з частинними похідними і знайшов їх точні розв’язки, з використанням розробленого операторно-функціонального підходу і асимптотичних методів нелінійної механіки запропонував конструктивні методи аналізу нелінійних динамічних систем на функціональних многовидах і їх малих збурень, дослідив деформації інваріантних підмноговидів гамільтонових динамічних систем і отримав умови їх квазіінваріантності. 
Автор понад 140 наукових праць.
В.Г. Самойленко підготував 10 кандидатів наук, з них 2 стали докторами наук. 

## Нагороди
- Республіканська премія ЛКСМУ імені Миколи Островського (1984)[5]
- Премія НАН України імені В. М. Хрущова (2005) за серію праць «Дослідження нелінійних електричних кіл аналітичними методами»[6]:262
- Премія НАН України імені М. В. Остроградського (2012) за серію праць «Аналітичні та асимптотичні методи в теорії інтегрованих систем»[6]:228
- Нагорода Ярослава Мудрого АН ВШ України (2014)[5]
- Лауреат Державної премії України в галузі науки і техніки (2018) за працю «Якісні методи дослідження моделей математичної фізики» (у співавторстві з іншими науковцями)[7]
- Відзнака НАН України "За підготовку наукової зміни" (2025)
- Премія НАН України імені Ю.О. Митропольського (2025)[8] за серію праць «Аналітичні і алгебро-геометричні методи математичної фізики та їх застосування до дослідження нелінійних моделей і систем»